# Miki Ryota
Ryota Miki (sinh ngày 12 tháng 4 năm 1985) là một cầu thủ bóng đá người Nhật Bản.

## Sự nghiệp câu lạc bộ
Ryota Miki đã từng chơi cho Gamba Osaka, Ehime FC và Fagiano Okayama.